# Pavol Gostic
Pavol Gostic (5 novembre 1966) è un ex calciatore slovacco, di ruolo attaccante.